# Tadeusz Pilch
Tadeusz Andrzej Pilch (ur. 26 lipca 1939 w Bielczy) – polski pedagog, emerytowany profesor zwyczajny Uniwersytetu Warszawskiego, były wiceminister edukacji (1992, 1993–1995). Zajmuje się pedagogiką społeczną i polityką społeczną.

## Życiorys
W latach 1946–1953 uczęszczał do szkoły podstawowej w Bielczy. Następnie ukończył liceum ogólnokształcące w Tarnowie wraz z maturą w 1957. W latach 1957–1962 studiował na Wydziale Filozofii i Socjologii Uniwersytetu Warszawskiego, studia ukończył z tytułem magistra w 1962. W 1969 uzyskał stopień doktora, habilitował się w 1978, w 2000 uzyskał tytuł profesora. Autor ponad 250 publikacji w tym 6 monografii i podręczników, 12 redakcji prac zbiorowych, ok. 240 rozpraw, artykułów i publikacji oświatowych
Jest kierownikiem Ośrodka Badań Problemów Nietolerancji i pracownikiem Katedry Pedagogiki Społecznej Instytutu Profilaktyki Społecznej i Resocjalizacji Uniwersytetu Warszawskiego.
Od 20 stycznia do 31 lipca i ponownie 1 grudnia 1993 do 14 kwietnia 1995 pełnił funkcję podsekretarza stanu w Ministerstwie Edukacji Narodowej. W 1993 oraz w 1997 bez powodzenia ubiegał się o mandat posła na Sejm w okręgu warszawskim z listy Polskiego Stronnictwa Ludowego.
W maju 2023 otrzymał tytuł doktora honoris causa Uniwersytetu w Białymstoku.
Członek Komitetu Nauk Pedagogicznych PAN.

## Publikacje
- Encyklopedia pedagogiczna XXI wieku (red.)
- Pedagogika społeczna. Człowiek w zmieniającym się świecie (red. wspólnie z Ireną Lepalczyk), Warszawa 1995
- Metodologia pedagogiki społecznej (red.)
- O potrzebie dialogu kultur i ludzi (red.)
- Elementarne pojęcia pedagogiki społecznej i pracy socjalnej (red.)
- Zasady badań pedagogicznych (wspólnie z Teresą Bauman)